# Adventure of a Lifetime
"Adventure of a Lifetime" é uma canção da banda britânica Coldplay, gravada para seu sétimo álbum de estúdio A Head Full of Dreams. Foi escrita pelos membros da banda juntamente de Stargate, que também produziu a faixa. O seu lançamento como primeiro single do disco ocorreu digitalmente em 6 de novembro de 2015, através da Parlophone.
A música fez parte da trilha sonora da novela brasileira Sol Nascente.

## Vídeo musical
A banda publicou em suas páginas oficiais do Facebook e Twitter um vídeo com a hashtag #AOALvideo e uma data, 27 de novembro. Após, o vídeo que acompanha a canção foi lançado na mesma data. Dirigido por Mat Whitecross, o conceito do vídeo foi elaborado após Chris Martin, vocalista da banda, conhecer o cineasta britânico Andy Serkis num avião e terem desenvolvido ideias. O vídeo levou seis meses para ser finalizado.

## Faixas
| Download digital |                           |         |  |
| N.º              | Título                    | Duração |  |
| 1.               | "Adventure of a Lifetime" | 4:24    |  |

| Download digital (Radio Edit) |                                        |         |  |
| N.º                           | Título                                 | Duração |  |
| 1.                            | "Adventure of a Lifetime" (Radio edit) | 3:43    |  |

| Download digital (Matoma Remix) |                                          |         |  |
| N.º                             | Título                                   | Duração |  |
| 1.                              | "Adventure of a Lifetime" (Matoma Remix) | 4:11    |  |

## Pessoal
Banda
- Guy Berryman – baixo elétrico, teclado, composição
- Jonny Buckland – guitarra principal, teclado, composição
- Will Champion – bateria, programação, composição
- Chris Martin – vocais principais, piano, composição

Pessoal técnico
- Stargate – composição, produção

[carece de fontes?]

## Desempenho nas tabelas musicais

### Posições
| Tabela musical (2015)                                   | Melhor posição |
| ------------------------------------------------------- | -------------- |
| Austrália (ARIA)                                        | 33             |
| Áustria (Ö3 Austria Top 75)                             | 31             |
| Bélgica (Ultratop 50 de Flandres)                       | 11             |
| Bélgica (Ultratop 50 da Valônia)                        | 5              |
| Canadá (Canadian Hot 100)                               | 42             |
| República Checa (Singles Digitál Top 100)               | 62             |
| França (SNEP)                                           | 4              |
| O campo songid é OBRIGATÓRIO PARA PARADA ALEMÃ          | 19             |
| Hungria (Single Top 40)                                 | 11             |
| Irlanda (IRMA)                                          | 31             |
| Israel (Media Forest)                                   | 1              |
| Itália (FIMI)                                           | 8              |
| Países Baixos (Single Top 100)                          | 21             |
| Países Baixos (Dutch Top 40)                            | 17             |
| Nova Zelândia Heatseekers (Recorded Music NZ)           | 8              |
| Noruega (VG-lista)                                      | 40             |
| Polónia (Polish Airplay Top 100)                        | 44             |
| ERRO: DEVE FORNECER ano PARA TABELA eslovaca            | 30             |
| Espanha (PROMUSICAE)                                    | 40             |
| Suécia (Sverigetopplistan)                              | 50             |
| Suíça (Schweizer Hitparade)                             | 7              |
| Reino Unido (UK Singles Chart)                          | 14             |
| Estados Unidos (Billboard Hot 100)                      | 53             |
| Estados Unidos (Billboard Hot Rock & Alternative Songs) | 4              |
| Estados Unidos (Billboard Alternative Airplay)          | 1              |
| Estados Unidos (Billboard Adult Top 40)                 | 15             |
| Estados Unidos (Billboard Adult Contemporary)           | 30             |

## Histórico de lançamento
| Região | Data                  | Formato          | Gravadora  |
| ------ | --------------------- | ---------------- | ---------- |
| Mundo  | 6 de novembro de 2015 | Download digital | Parlophone |